# Околенськ
Околенськ (рос. Околенск) — присілок в Юхновському районі Калузької області Російської Федерації.
Населення становить 5 осіб. Входить до складу муніципального утворення Присілок Порослиці.

## Історія
Від 2004 року входить до складу муніципального утворення Присілок Порослиці

## Населення
| 2002 | 2010 |
| ---- | ---- |
| 3    | ↗5   |